# Oil City (Louisiana)
Oil City ist eine Kleinstadt (mit dem Status „Town“) im Caddo Parish im US-amerikanischen Bundesstaat Louisiana. Das U.S. Census Bureau hat bei der Volkszählung 2020 eine Einwohnerzahl von 901 ermittelt.
Oil City ist Bestandteil der Metropolregion Shreveport-Bossier City am Red River.

## Geografie
Oil City liegt im Nordwesten Louisianas, am Nordufer des Caddo Lake, rund 15 km westlich des Red River und rund 5 km östlich der Grenze zu Texas. Die Grenze zu Arkansas befindet sich rund 40 km nördlich. Die geografischen Koordinaten von Oil City sind 32°44′32″ nördlicher Breite und 93°58′28″ westlicher Länge. Das Stadtgebiet erstreckt sich über eine Fläche von 4,9 km².
Benachbarte Orte von Oil City sind Vivian (14,5 km nördlich), Hosston (24,7 km nordöstlich), Gilliam (19,2 km ostnordöstlich), Belcher (16,7 km östlich), Blanchard (21,2 km südsüdöstlich) und Mooringsport (7,3 km südlich).
Das Stadtzentrum von Shreveport liegt 33,7 km südöstlich. Die nächstgelegenen weiteren Großstädte sind Louisianas Hauptstadt Baton Rouge (425 km südöstlich), Louisianas größte Stadt New Orleans (546 km in der gleichen Richtung), Lafayette (383 km südsüdöstlich), Beaumont in Texas (344 km südlich), Texas’ größte Stadt Houston (396 km südwestlich), Dallas in Texas (308 km westlich), Arkansas’ Hauptstadt Little Rock (322 km nordöstlich) und Mississippis Hauptstadt Jackson (380 km östlich).

## Bevölkerung
Nach der Volkszählung im Jahr 2010 lebten in Oil City 1008 Menschen in 418 Haushalten. Die Bevölkerungsdichte betrug 205,7 Einwohner pro Quadratkilometer. In den 418 Haushalten lebten statistisch je 2,41 Personen.
Ethnisch betrachtet setzte sich die Bevölkerung zusammen aus 56,8 Prozent Weißen, 40,5 Prozent Afroamerikanern, 0,6 Prozent amerikanischen Ureinwohnern, 0,4 Prozent Asiaten sowie 0,1 Prozent (eine Person) aus anderen ethnischen Gruppen; 1,6 Prozent stammten von zwei oder mehr Ethnien ab. Unabhängig von der ethnischen Zugehörigkeit waren 0,6 Prozent der Bevölkerung spanischer oder lateinamerikanischer Abstammung.
28,2 Prozent der Bevölkerung waren unter 18 Jahre alt, 58,6 Prozent waren zwischen 18 und 64 und 13,2 Prozent waren 65 Jahre oder älter. 52,9 Prozent der Bevölkerung war weiblich.

Das mittlere jährliche Einkommen eines Haushalts lag bei 22.784 USD. Das Pro-Kopf-Einkommen betrug 15.293 USD. 31,5 Prozent der Einwohner lebten unterhalb der Armutsgrenze.

## Verkehr
Im Stadtgebiet von Oil City treffen die Louisiana Highways 1, 530 und 538 zusammen. Alle weiteren Straßen sind untergeordnete Landstraßen, teils unbefestigte Fahrwege sowie innerörtliche Verbindungsstraßen.
Durch Oil City verläuft in Nord-Süd-Richtung eine Eisenbahnstrecke der Kansas City Southern aus nördlicher Richtung nach Shreveport.
Die nächsten Flughäfen sind der Shreveport Regional Airport (43 km südsüdöstlich) und der größere Dallas/Fort Worth International Airport (342 km westlich).